# さいとう製菓
さいとう製菓株式会社（さいとうせいか）は、岩手県大船渡市に本社をおく、和菓子・洋菓子を製造販売する会社。

## 沿革
- 1933年11月 - 齊藤政治、『キヌエ餅屋』の屋号で大福もち・ゆべしを製造販売。
- 1937年 - 赤沢（現中央通）から台町（現在地）へ移転。経済食料統制で閉店・休業。
- 1948年 - 齊藤俊雄によって再開。大船渡・細浦・赤崎町内で大福・がんづきの卸販売をする。
- 1950年 - 店舗を開設。
- 1951年 - 鴎の玉子、パンの製造に着手。
- 1952年 - 鴎の玉子、沖のかもめ、五葉松、うにの子同時販売。
- 1960年 - チリ地震津波襲来、破滅的打撃を受ける。
- 1962年 - 岩床鴎の玉子の卸を開始。
- 1964年 - 鴎の玉子にホワイトチョコレートを使用する。
- 1973年 - 鴎の玉子の箱を新デザインに変える。
- 1979年 - 「大船渡玉川温泉株式会社」の社名を「株式会社さいとう」に変更。さいとう製菓法人化。温泉旅館業を廃業。
- 1980年 - 鴎の玉子のパッケージデザイン変更。
- 1983年 - 本社社屋（本店併設）新築。
- 1984年 - 「株式会社さいとう」の社名を「さいとう製菓株式会社」に変更。
- 1999年 - 銘菓「鴎の玉子」を「かもめの玉子」に改称。
- 2001年 - 店舗及びテナントを三陸菓匠「さいとう」に改称。三陸菓匠さいとう七郷の風土菓発表 。
- 2005年 - 洋菓子ブランドを「ル・ポミエ」に。
- 2007年 - 銘菓「黄金かもめの玉子」モンドセレクション最高金賞を受賞。
- 2011年3月 - 東北地方太平洋沖地震により本社壊滅するも、翌月には工場で製品の生産を再開。
- 2013年3月 - 震災の被害を免れた中井工場のホールを貸し出して、大船渡津波伝承館が仮オープン[1]。
- 2017年11月 - 大船渡駅前に本店移転。総本店「かもめテラス」開店[2]。

## 店舗

かもめテラス

- かもめテラス
  - 総本店（大船渡市）
- 三陸菓匠さいとう
  - 盛岡国分通り店
  - 盛岡フェザン店（以上、盛岡市）
  - 北上本店（北上市）
  - 釜石店（釜石市）
  - 高田店（陸前高田市）
  - 通販部門

### 過去の店舗
- 三陸菓匠さいとう
  - 盛岡本町通店（盛岡市）
  - 大槌店（上閉伊郡大槌町）
  - 気仙沼店（宮城県気仙沼市）

## 主な製造・販売品
- かもめの玉子
- 黄金海道三陸
- 光の朝